# Портлийшъ
Портлѝйшъ ,  (на английски: Portlaoise, по-късно наричан от англичаните Портлѝйш и Портлѝш; на ирландски: Port Laoise) е град в централната югоизточна част на Ирландия. Намира се в графство Лийш на провинция Ленстър на 85 km западно от столицата Дъблин. Главен административен център е на графство Лийш. Основан е през 1556 г. от кралица Мария I Тюдор. Шосеен транспортен възел, има жп гара открита на 26 юни 1847 г. Населението му е 3281 жители, а с прилежащите му околности 14 613 жители от преброяването през 2006 г. 

## Побратимени градове
- Кулунией Шамиер, Франция

## Личности
Родени
- Стивън Хънт (р. 1981), ирландски футболист
- Робърт Шиян (р. 1988), ирландски Актьор